# Helmut Hacker
Helmut Hacker (* 2. Oktober 1930; † 18. Januar 2019) war ein deutscher Glasmaler aus Hausach im Kinzigtal im Schwarzwald. Neben der Glasmalerei und Hinterglasmalerei arbeitete er auch in den Bereichen Tusche- und  Bleistiftzeichnungen, Pastose-Malerei, Aquarelle, Kohlezeichnungen und Radierungen.

## Künstler
Helmut Hacker bezog viele seiner Motive unmittelbar aus seiner Heimat Hausach im Schwarzwald. Die tiefe Bewunderung und Verehrung Albrecht Dürers veranlasste ihn, einige der Werke des großen fränkischen Meisters in Glasmalerei umzusetzen. Beispielhaft seien erwähnt das Selbstbildnis Albrecht Dürers und das bekannte Dürer-Werk Ritter, Tod und Teufel. Viele von ihm geschaffene Wappenscheiben von einfachster bis reichster Darstellung in stilgerechter Art, als Geschenk oder als Ehrung in Auftrag gegeben, zieren heute Fenster in behördlichen und in privaten Häusern. Beispielhaft sind die Handwerkerwappen im Rathaus seiner Heimatstadt Hausach.

## Einzelausstellungen
- 9./10. März 2013: Glasmalerei, Hinterglasmalerei, Tusche- & Bleistiftzeichnungen, Pastose-Malerei, Aquarelle, Kohlezeichnungen und Radierungen, Stadthalle Hausach.